# Sini (recipient)

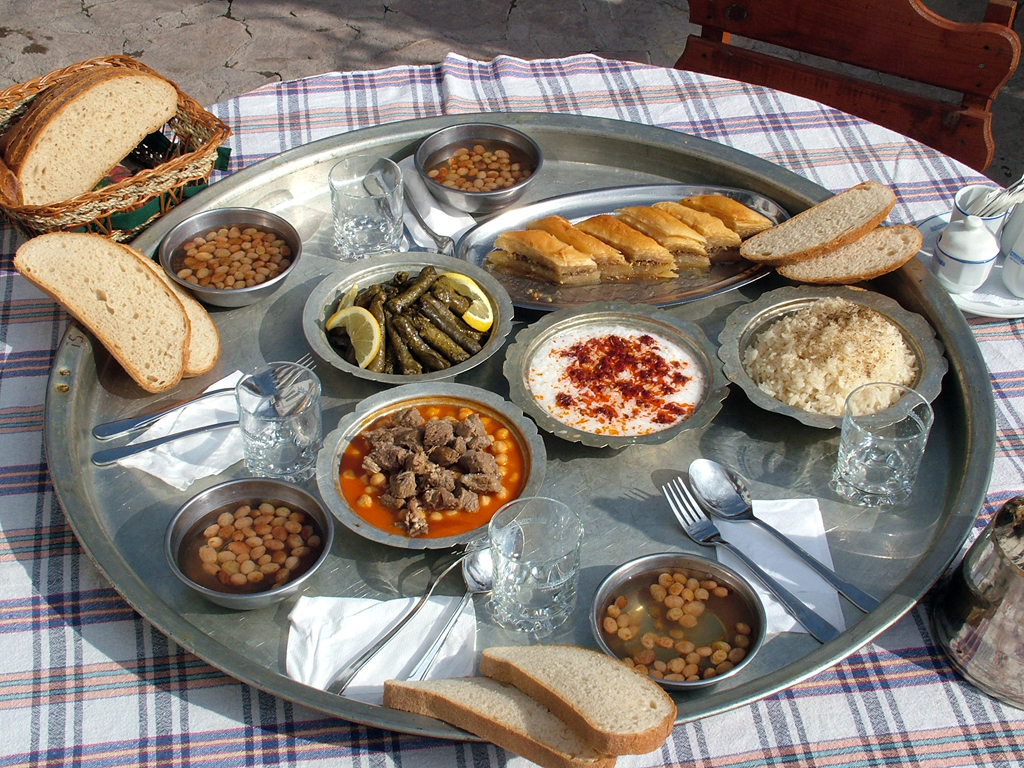
Un sini amb plats de la cuina turca a Beypazarı, Ankara

El sini és una safata gran i rodona típica de la cuina tradicional turca. La paraula sini, que es fa servir a la cultura turca i a la llengua turca, ve de l'idioma persa (سينى, sīnī). Generalment és de coure i de color platejat.
El sini s'acostuma a utilitzar a les zones més rurals per preparar la sofra sobre una catifa o estora anomenada yer sofrası.